# Mazda Soccer Club 1988-1989
Questa voce raccoglie le informazioni riguardanti il Mazda Soccer Club nelle competizioni ufficiali della stagione 1988-1989.

## Stagione
Appena retrocesso dalla prima divisione, il Mazda fu nuovamente affidato a Kazuo Imanishi (coadiuvato dall'ex giocatore del Manchester United Bill Foulkes) che ricostruì parzialmente la squadra acquistando i professionisti Park Yoon-Ki e Ian Griffiths, rispettivamente provenienti dalla K-League e dalla terza divisione inglese. Presto eliminato dalle coppe, il Mazda superò agevolmente la prima fase della seconda divisione ottenendo la qualificazione al gruppo per la promozione, in cui ottenne dei risultati altalenanti concludendo al quinto posto, lontano dalle posizioni valide per l'accesso in massima serie.

## Maglie e sponsor
Le maglie, prodotte dall'Adidas, recano sulla parte anteriore il logo della Mazda.
| Manica sinistra · Manica sinistra · Maglietta · Maglietta · Manica destra · Manica destra · Pantaloncini · Calzettoni |

## Rosa
| N. |                          | Ruolo | Calciatore           |
| -- | ------------------------ | ----- | -------------------- |
| 1  | Paesi Bassi (bandiera)   | P     | Dido Havenaar        |
| 2  | Giappone (bandiera)      | D     | Shigekazu Nakamura   |
| 3  | Giappone (bandiera)      | D     | Hiroshi Matsuda      |
| 5  | Giappone (bandiera)      | D     | Katsuyoshi Shintō    |
| 6  | Giappone (bandiera)      | C     | Shigeru Sarusawa     |
| 7  | Giappone (bandiera)      | A     | Shinichiro Takahashi |
| 12 | Inghilterra (bandiera)   | A     | Ian Griffiths        |
| 13 | Giappone (bandiera)      | D     | Hirofumi Yamanishi   |
| 14 | Giappone (bandiera)      | A     | Hirohumi Kanbaru     |
| 15 | Giappone (bandiera)      | A     | Masahiro Imagawa     |
| 16 | Corea del Sud (bandiera) | A     | Park Yoon-Ki         |

| N. |                     | Ruolo | Calciatore       |
| -- | ------------------- | ----- | ---------------- |
| 17 | Giappone (bandiera) | C     | Mitsuhiko Ogata  |
| 18 | Giappone (bandiera) | A     | Shinji Kobayashi |
| 19 | Giappone (bandiera) | A     | Takashi Kawamura |
| 20 | Giappone (bandiera) | C     | Hidekazu Orita   |
| 22 | Giappone (bandiera) | D     | Yasuyuki Satō    |
| 24 | Giappone (bandiera) | C     | Masakazu Kōda    |
| 23 | Giappone (bandiera) | P     | Kazuya Maekawa   |
| 27 | Giappone (bandiera) | C     | Hajime Moriyasu  |
| 28 | Giappone (bandiera) | A     | Takumi Shima     |
|    | Giappone (bandiera) | D     | Hirofumi Zaima   |
|    | Giappone (bandiera) | C     | Akinobu Yokuichi |

## Risultati

### Japan Soccer League Division 2

#### Girone promozione
| Osaka 29 gennaio 1989 | Osaka Gas | 0 – 0 | Mazda |  |

| Hiroshima 5 febbraio 1989 | Mazda | 0 – 1 | Hitachi |  |

| Osaka 11 febbraio 1989 | Tanabe Pharma | 2 – 1 | Mazda |  |

| Hiroshima 18 febbraio 1989 | Mazda | 3 – 0 | Fujitsu |  |

| Susono 25 febbraio 1989 | Toyota Motors | 0 – 0 | Mazda |  |

| Hiroshima 5 marzo 1989 | Mazda | 0 – 1 | Toshiba |  |

| Hiroshima 12 marzo 1989 | Mazda | 1 – 0 | NTT Kanto |  |

| Saitama 19 marzo 1989 | NTT Kanto | 0 – 3 | Mazda |  |

| Hiroshima 26 marzo 1989 | Mazda | 5 – 0 | Osaka Gas |  |

| Kashiwa 2 aprile 1989 | Hitachi | 2 – 0 | Mazda |  |

| Hiroshima 9 aprile 1989 | Mazda | 0 – 0 | Tanabe Pharma |  |

| Kawasaki 12 aprile 1989 | Fujitsu | 2 – 0 | Mazda |  |

| Hiroshima 22 aprile 1989 | Mazda | 1 – 0 | Toyota Motors |  |

| Kawasaki 29 aprile 1989 | Toshiba | 1 – 1 | Mazda |  |

### Coppa dell'Imperatore
| Hiroshima 24 dicembre 1988 | Mitsubishi Heavy Ind. | 1 – 0 | Mazda |  |

### Japan Soccer League Cup
| Suita 27 agosto 1988 | Mazda | 2 – 1 | NTT Kansai |  |

| Hamamatsu 3 settembre 1988                   | Honda Motor          | 1 – 1 (d.t.s.) | Mazda |  |
| \| \| \| \| \| \| Tiri di rigore 3 – 4 \| \| |                      |                |       |  |
|                                              |                      |                |       |  |
|                                              | Tiri di rigore 3 – 4 |                |       |  |

| Hamamatsu 4 settembre 1988                   | Mazda                | 0 – 0 (d.t.s.) | Toshiba |  |
| \| \| \| \| \| \| Tiri di rigore 1 – 4 \| \| |                      |                |         |  |
|                                              |                      |                |         |  |
|                                              | Tiri di rigore 1 – 4 |                |         |  |

## Statistiche

### Statistiche di squadra
| Competizione          | Punti | Totale | Totale | Totale | Totale | Totale | Totale | DR  |
| Competizione          | Punti | G      | V      | N      | P      | Gf     | Gs     | DR  |
| --------------------- | ----- | ------ | ------ | ------ | ------ | ------ | ------ | --- |
| JSL Division 2        | -     | 28     | 14     | 8      | 6      | 40     | 15     | +25 |
| JSL Cup               | -     | 3      | 1      | 1      | 0      | 3      | 2      | +1  |
| Coppa dell'Imperatore | -     | 1      | 0      | 0      | 1      | 0      | 1      | -1  |
| Totale                | -     | 32     | 15     | 9      | 7      | 43     | 18     | +25 |